# Шарль де Сольє
Шарль де Сольєр, граф де Моретт (1480 — 1 лютого 1552) — французький політичний діч часів короля Англії Генріха VIII, посол в Нідерландах в1527-1533 роках.

## З біографії
Син Обертена де Сольєра, графа де Моретта (1465—1545). Був французьким військовим і дипломатом, а також довгий час так званим gentilhomme de la chambre Франциска I  Кілька разів був послом в Англії з жовтня 1526 р. по червень 1535 р.   Моретт був у Лондоні в 1534 році, коли Генріх VIII намагався заручитися підтримкою Франції для своєї відмови від Катерини Арагонської в союзі проти імператора Священної Римської імперії Карла V. Приблизно в цей час його портрет написав Ганс Гольбейн Молодший.  Його наступником на посаді посла став Антуан де Кастельно, єпископ Тарба . 

## Шлюби
Моретт одружувався двічі. Спершу він одружився з Сільві де Понт (1480–), з часом у пари народилося троє синів:
- Франсуа де Сольє, граф де Моретт (1495—1541)
- Шарль де Сольєр (бл. 1500—1525)
- Жак де Сольє (1500—1551)

Зі своєю другою дружиною Люсі Валлес він мав спільну дочку:
- Марі де Сольє (1520–)

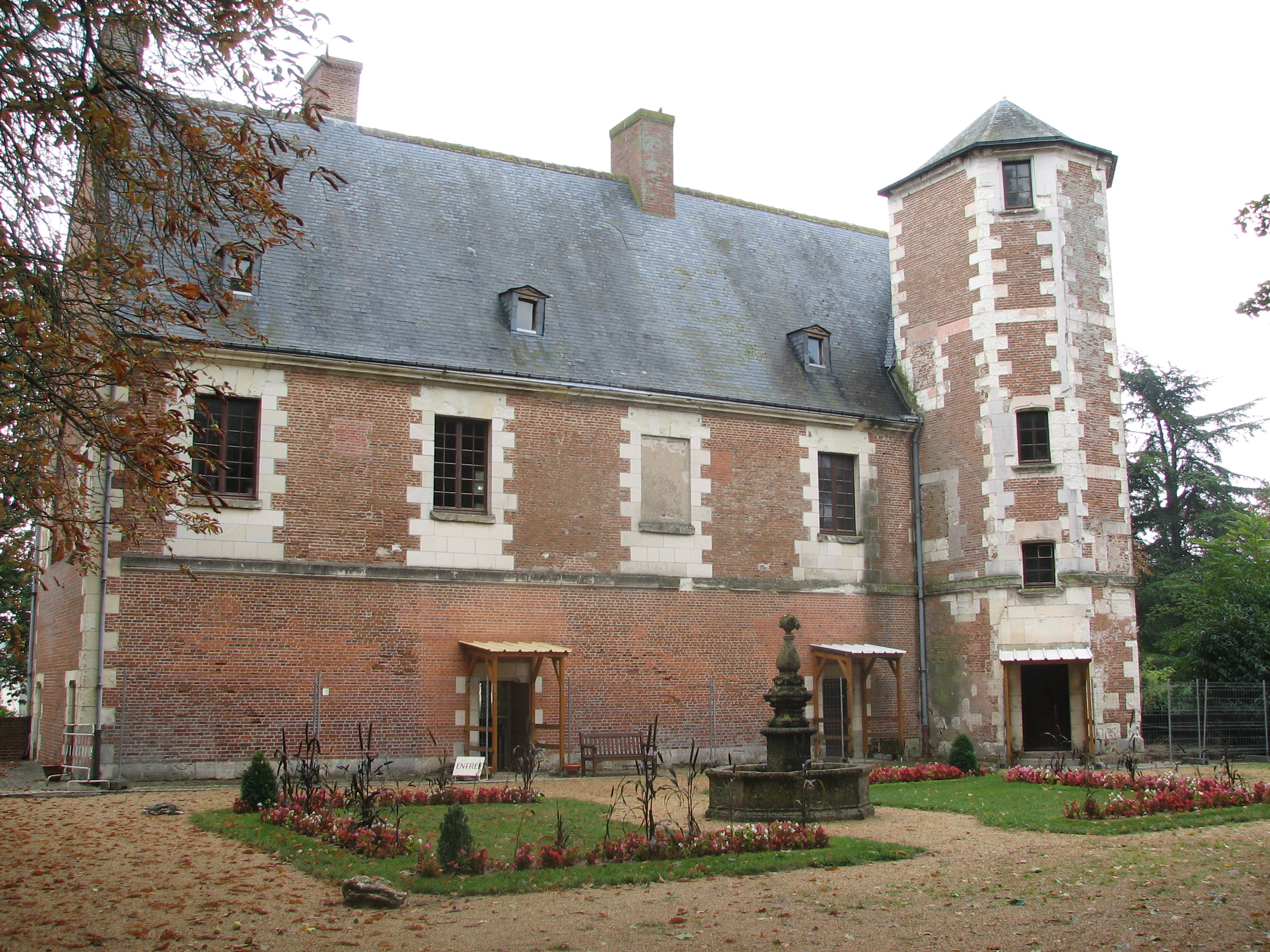
Замок де Плессі-ле-Тур

Він помер 1 лютого 1552 року в Ле-Плессі-ле-Тур і був похований у Église Saint-Grégoire des Minimes, Tour .